# Geoffroy Ier de Lusignan (seigneur de Jarnac)
Pour les articles homonymes, voir Geoffroy de Lusignan.
Geoffroy Ier de Lusignan (v. 1223-v. 1274) est un cadet de la maison de Lusignan et membre de la haute aristocratie féodale poitevine. Il fut seigneur de Jarnac, Châteauneuf, Château-Larcher et Bois-Pouvreau (1246-v. 1274). Il devient par son premier mariage seigneur de Sainte-Hermine (1246-v. 1274). Il acquiert le château de Montignac de son frère Guillaume Ier de Valence en 1248, et la seigneurie de Luçon en 1258, tenue auparavant par Maurice II de Belleville.
Comme son frère Guy, Geoffroy est proche de son demi-frère, Henri III, roi d'Angleterre, et soutient la politique des Plantagenêt dans leurs domaines continentaux. Le prince Édouard nomme Geoffroy de Lusignan sénéchal de Gascogne en 1258.
Geoffroy Ier ne porte jamais le titre de vicomte de Châtellerault, comme certaines sources l'indiquent à tort, tout comme son fils Geoffroy II (v. 1268-nov. 1306), décédé avant sa mère Jeanne (av. 1243-1315).

## Biographie

### Famille
Geoffroy Ier est le troisième fils d'Hugues X de Lusignan (v. 1182-1249), comte de la Marche (1219-1249) et de son épouse Isabelle d'Angoulême (v. 1188/1192-1246), reine consort d'Angleterre (1200-1216), par son premier mariage avec Jean sans Terre (1166-1216), et comtesse d'Angoulême suo jure (1202-1246). Geoffroy Ier de Lusignan est de ce fait le frère utérin du roi Henri III d'Angleterre (1207-1272) et de Richard de Cornouailles (1209-1272), roi des Romains (1257-1272).
Son frère aîné, Hugues XI le Brun (v. 1221-1250) est seigneur de Lusignan, comte de la Marche (1249-1250) et d'Angoulême (1246-1250). Il décède à la bataille de Fariskur lors de septième croisade. Ses cadets, Guillaume Ier de Valence (v. 1227-1296) et Aymar de Lusignan (1228-1260) deviennent respectivement comte de Pembroke (1247-1296) et évêque de Winchester (1250-1260) en Angleterre.

#### Homonyme
Geoffroy Ier de Lusignan, seigneur de Jarnac, ne doit pas être confondu avec Geoffroy Ier de Lusignan (av. 1150-1216) et son fils Geoffroy II (v. 1195-1248), tous deux seigneurs de Vouvant et de Mervent, issus d'une branche antérieure. Il est nommé parfois Geoffroy III par certains généalogistes pour éviter ces confusions.

#### Sous-lignage
Geoffroy Ier est le fondateur du sous-lignage, de Jarnac de la maison de Lusignan.

### Jeunesse

#### La guerre de Saintonge
Geoffroy participe au soulèvement de la noblesse saintongeaise et poitevine, organisé par ses parents, contre Alphonse le nouveau comte de Poitou, frère de Louis IX. Hugues X et Isabelle d'Angoulême reçoivent le soutien d'Henri III d'Angleterre qui souhaite reconquérir l'héritage familial aquitain. À la fin du mois de juin 1242, à Tonnay-Charente, Henri III débarque sur le continent et adoube deux de ses demi-frères.
Cependant, la réaction capétienne est foudroyante : Louis IX et son frère Alphonse attaquent les châteaux de Geoffroy II de Lusignan. Fontenay est pris en peu de temps et Vouvant est investi le 6 juin, marquant la reddition de Geoffroy II de Lusignan. Mais surtout l'ost royal s'empare de la forteresse de Frontenay considérée comme inexpugnable à l'époque et défendue pendant deux semaines par un fils naturel de son père,.

##### La bataille de Taillebourg
Le 19 juillet, à Taillebourg, les armées française et anglo-saintongeaise se font face de chaque côté du pont qui relie les rives de la Charente. Le 21 juillet, la bataille de Taillebourg se résume en une charge massive des chevaliers français qui déboulent du château et bousculent leurs adversaires, contraints de fuir,.

##### La bataille de Saintes
Le 22 juillet, sous les murs de Saintes, se déroule la bataille décisive. Geoffroy participe aux combats aux côtés de son père et de ses frères Hugues XI le Brun et Guy. Ils attaquent les fourrageurs français qu'ils mettent en déroutent. Cependant, les Anglo-Saintongeais sont défaits et abandonnent Saintes,. L'ensemble des membres de la famille Lusignan est vaincu.

##### Le traité de Pons (1242)
Le 29 juillet 1242, son frère aîné, Hugues XI le Brun, se rend au camp du roi de France à Pons pour négocier la fin des hostilités. Il est retenu en otage en attendant la reddition de ses parents. Le 30 juillet à Pons, Hugues X de Lusignan et Isabelle d'Angoulême se soumettent avec leurs enfants, Hugues le Brun, Guy et Geoffroy, à Louis IX avant de rendre hommage à Alphonse de Poitiers,.
Le 1er août 1242, le règlement de la révolte féodale est sévère pour les Lusignan : un tiers des domaines familiaux est confisqué. Le 3, Louis IX impose en outre à Hugues X la remise pour quatre ans de ses châteaux de Merpins et Château-Larcher, pour huit ans du château de Crozant, à charge pour ses parents de payer les frais de garde,,,. De plus, ses quatre frères devront prêter hommage au comte de Poitou pour les possessions qu'ils recevront de leurs parents,, affaiblissant encore plus le lignage principal.

### Décès
Geoffroy Ier décède entre le 30 octobre 1273, date de sa dernière présence dans les actes, et le 4 mars 1275, date à laquelle Jeanne de Châtellerault, son épouse, est dite veuve.

## Mariages et descendance

### Almodis
Avant 1246, Geoffroy épouse Almodis, dame de Sainte-Hermine (v. 1230-ap. 1248). Ils ont une fille :
- Eustachie de Lusignan (v. 1250-1270), dame de Sainte-Hermine, Prahecq, Brûlain et Luçon. Elle décède probablement à Carthage de maladie, lors de la huitième croisade, et est inhumée à l'abbaye de Fontenay[40]. Elle épouse Dreux III (v. 1230-23 avril 1310) de la maison de Mello, veuf et sans postérité d'Adélaïde de Montréal, seigneur de Saint-Bris et de Château-Chinon. Ils ont :
  - Dreux IV de Mello (av. 1270-1317), seigneur Saint-Bris, de Château-Chinon et de Sainte-Hermine[41].

En 1286, Dreux IV et son père obtiennent l'intégralité de la dot d'Eustachie, à savoir : les terres de Sainte-Hermine et de Luçon. Ils se voient également attribuer celles de Prahecq et Brûlain,,. Le 14 décembre 1306, à la suite du décès de Geoffroy II de Lusignan, le parlement de Paris attribue les fiefs du défunt à Dreux IV de Mello, son plus proche parent, malgré l'opposition de Guy Ier de Lusignan, comte de la Marche,,.

### Mathilde Clifford
Le 6 janvier 1257, le roi Henri III d'Angleterre obtient pour son frère Geoffroy, veuf de sa première épouse, la main de Mathilde Clifford, veuve de Guillaume III Longuépée (♰ 1157), pourtant promise à Robert Walerand, l’un des membres les plus importants du conseil du roi. Mathilde, de la maison Clifford, est la petite-fille de Llywelyn le Grand (v. 1173-11 avril 1240), roi de Gwynedd, et de Jeanne d'Angleterre (v. 1191-2 fév. 1237). Aucune source indique que cette union fut célébrée par la suite.

### Jeanne de Châtellerault
En 1259, Geoffroy épouse en secondes noces Jeanne de Châtellerault (av. 1243-1315), fille d'Aimeri II (v. 1170-1242), vicomte de Châtellerault (1239-1242) et d'Agathe de Dammartin (v. 1215-1268) dame de Lillebonne,. Ils ont comme unique enfant connu :
- Geoffroy II de Lusignan dit le Jeune (v. 1268-nov. 1306), qui succède à son père en tant que seigneur de Jarnac, Châteauneuf, et Château-Larcher. En 1296, il épouse Pernelle de Sully (av. 1285-ap. 1339) ; sans postérité[16],[55].

## Sceaux et Armoiries
Geoffroi Ier de Lusignan reprend le type de chasse propre à la famille de Lusignan. Il y appose au revers un premier sceau avec les armes au burelé brisées d'un lion et d'un lambel (1246). Puis à partir de 1248, un nouveau sceau armorial avec seulement le lion brochant sur le burelé. Le lambel est donc supprimé. Cette suppression atteste du fait que la brisure au lion était devenue disponible à partir de 1248 et n'imposait plus le lambel comme surbrisure.

### Grand Sceau [1246]
Avers : Rond, 60 mm,,,.
Description : Type équestre de chasse, à droite. Le cheval au galop. Le personnage, nu-tête, vêtu d'une cotte, tient de la main gauche les rênes de sa monture, et de la droite, un petit chien sur la croupe du cheval ; dans le champ le cor voltige derrière lui.
Légende : ✠ S G DE LEZIN MI..... ..LII COMITIS MARCH
Légende transcrite : Sigillum Gaufridi de Leziniaco, militis, filii comitis Marche
Revers : Rond, 60 mm,,,.
Description : Écu burelé de seize pièces au lion rampant à la queue nouée chargé d'un lambel de quatre pendants brochant sur le tout.
Légende : ✠ S • G • D • LEZIN • MILITIS • ..... ....TIS • MARCHE
Légende transcrite : Sigillum Gaufridi de Leziniaco, militis, filii comitis Marche

### Grand Sceau [1248]
Avers : Rond, env. 60 mm,,,.
Description : Type équestre de chasse, à droite. Le cheval au galop. Le personnage, vêtu d'une cotte, tient de la main gauche les rênes de sa monture, et de la droite, un petit chien sur la croupe du cheval.
Légende : Détruite.
Revers : Rond, env. 60 mm,,,.
Description : Écu burelé au lion rampant à la queue nouée.
Légende : Détruite.

### Sceau du secret [1258-1269]
Avers : Rond, 35 mm,,,,,,,.
Description : Écu burelé de vingt-quatre pièces au lion rampant à la queue nouée.
Légende : ✠ SECRETUM ⠅DNI ⠅GAUFRIDI ⠅DE LE
Légende transcrite : Secretum Domini Gaufriidi de Leziniaco

### Armoiries [1246]
| Blason | Blasonnement : Écu burelé d'argent et d'azur de seize pièces au lion rampant de gueules à la queue nouée brochant sur le tout chargé d'un lambel de quatre pendants de gueules Commentaires : Blason de Geoffroy Ier de Lusignan, chevalier, fils du comte de la Marche, d'après l'empreinte d'un contre-sceau de 1246. |

Références,,,

### Armoiries [1258-1269]
| Blason | Blasonnement : Écu burelé d'argent et d'azur de vingt-quatre pièces au lion rampant de gueules à la queue nouée brochant sur le tout Commentaires : Blason de Geoffroy Ier de Lusignan, d'après les empreintes d'un sceau entre 1258 et 1269. |

Références,,,,,,,

## Sources et bibliographie

### Sources sigillographiques
- SIGILLA : base numérique des sceaux conservés en France, « Geoffroy Ier de Lusignan », Université de Poitiers. [lire en ligne]
- Sigillographie du Poitou jusqu'en 1515 : étude d'histoire provinciale sur les institutions, les arts et la civilisation d'après les sceaux, éd. François Eygun, Poitiers, Société des Antiquaires de l'ouest, 1938.